# Franciszek Szafran
Franciszek Szafran (ur. 16 lutego 1890 w Odrzykoniu, zm. wiosną 1940 w Katyniu) – polski prawnik z tytułem doktora, sędzia, kapitan piechoty pospolitego ruszenia Wojska Polskiego, ofiara zbrodni katyńskiej.

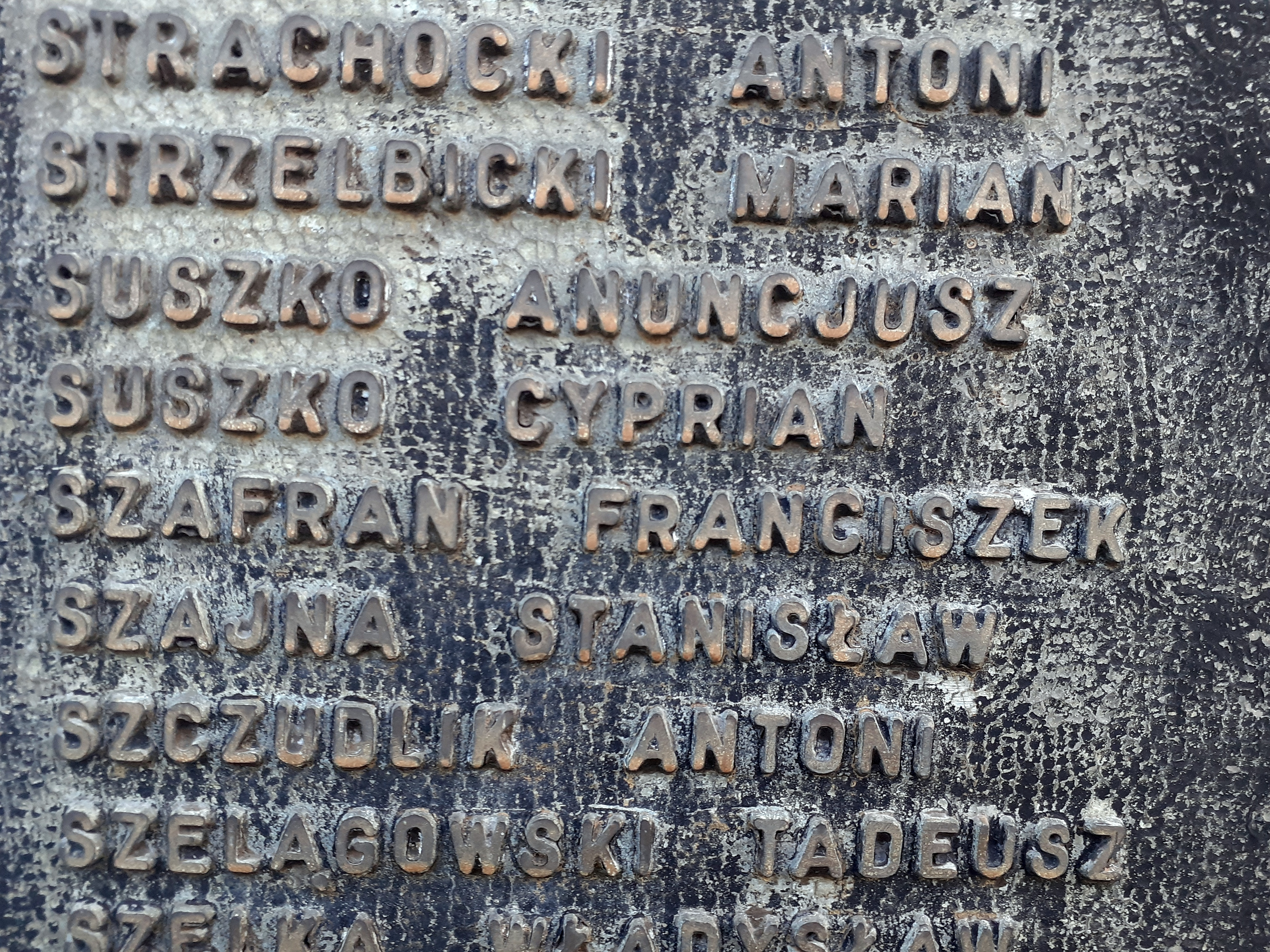
Upamiętnienie na Mauzoleum w Sanoku

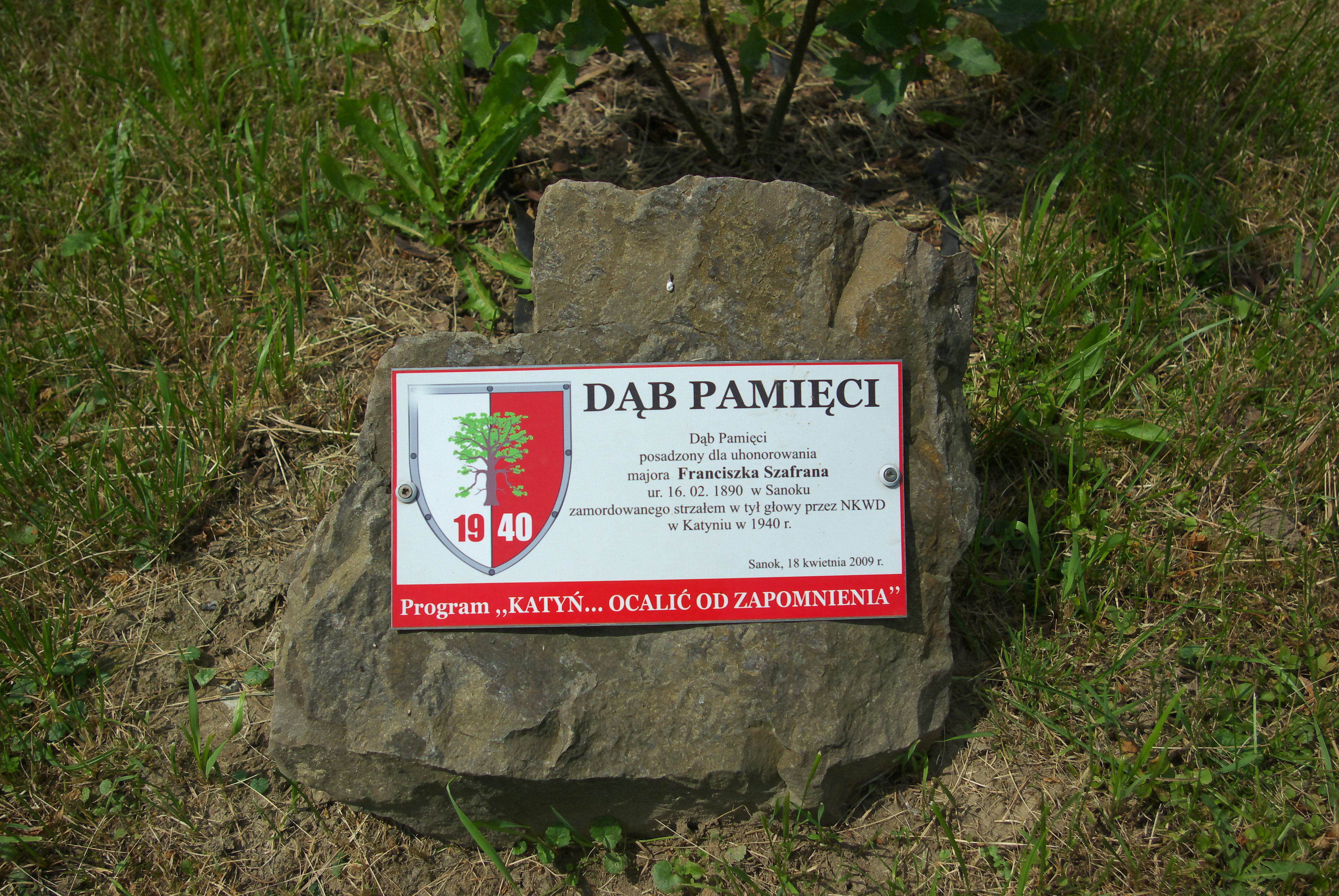
Kamień przy Dębie Pamięci honorującym Franciszka Szafrana w Sanoku

## Życiorys
Urodził się 16 lutego 1890 w Odrzykoniu. Syn Piotra (rolnik w Odrzykoniu) i Anny z Szafranów. Kształcił się w C. K. Gimnazjum Męskim w Sanoku, gdzie w 1908 r. ukończył VII klasę. Naukę kontynuował na Wydziale Prawa Uniwersytetu Franciszkańskiego we Lwowie, gdzie uzyskał tytuł doktora praw. Po zdanych egzaminach państwowych w 1910 r. rozpoczął pracę w administracji galicyjskiej Wydziału Krajowego we Lwowie, gdzie zajmował stanowiska adiunkta konceptowego, następnie komisarza, a od 1914 r. urzędnika. W lipcu 1918 r. został mianowany na urzędnika stałego.
W październiku 1911 r. odbył przeszkolenie wojskowe w 18 pułku piechoty. Po miesiącu został urlopowany i przeniesiony do rezerwy z przydziałem do 1 pułku piechoty. W związku z wybuchem I wojny światowej został powołany do batalionu zapasowego tego pułku, gdzie dowodził sekcją i plutonem. W styczniu 1915 r. został ranny w lewą rękę, czemu towarzyszyło złamanie kości ramieniowej i 3-miesięczna hospitalizacja. Trwałym śladem zranienia był częściowy niedowład ręki. W czerwcu 1915 r. został ponownie ranny - tym razem pobyt w szpitalu trwał do marca 1916 r. Po zwolnieniu ze szpitala został dowódcą składu sanitarnego w ramach 10 Armii, następnie obejmował stanowiska referenta w centrali surowców w Lublinie, adiutanta w powiatowej komendzie w Pińczowie, oficera inspekcyjnego w szpitalu Czerwonego Krzyża w Piotrkowie Trybunalskim. Służbę w armii austriackiej kończy 31 października 1918 r. w Grazu jako zastępca dowódcy kompanii uzupełnień. W tym czasie przeszedł drogę od szeregowca, przez kadeta (maj 1915 r.) do stopnia porucznika (luty 1918). Ukończył też szkołę oficerów rezerwy przy 1 pułku piechoty. 
W końcu 1918 r. współorganizował w randze porucznika tzw. kompanię krośnieńską, utworzoną w celu odsieczy oblężonego Lwowa. Franciszek Szafran był w niej dowódcą aż do czasu objęcia w niej kierownictwa przez porucznika Stanisława Maczka, późniejszego generała. Od 7 grudnia 1918 r. służył w 3 batalionie strzelców Sanockich. Na przełomie 1918/1919 roku podczas wojny polsko-ukraińskiej uczestniczył w walkach z Ukraińcami pod Ustrzykami i Chyrowem, gdzie 19 lutego 1919 r. został ciężko ranny - miał przestrzelone płuco. Po opuszczeniu szpitala trafił do batalionu zapasowego 2 pułku strzelców Podhalańskich, potem do batalionu wartowniczego w Nowym Sączu i do Dowództwa Okręgu Generalnego w Krakowie, gdzie kierował m.in. Ekspozyturą O. I. w Rzeszowie oraz służył w Oddziale Prawnym, Wydziale I i Va Sztabu. 1 kwietnia 1920 r. został awansowany do stopnia kapitana w Korpusie Oficerów Piechoty ze starszeństwem z dniem 1 czerwca 1919 oraz otrzymał lokatę 348. Rok później, 24 marca 1921 r., został zwolniony ze służby wojskowej ze względu na odniesione wcześniej rany i brak zdolności do służby „frontowej”. Pozostał oficerem rezerwy z przydziałem początkowo do 2 pułku strzelców Podhalańskich w Sanoku, a od marca 1925 r. do 73. pułku piechoty w Katowicach. W 1934 jako kapitan rezerwy piechoty był przydzielony do Oficerskiej Kadry Okręgowej nr I jako oficer przewidziany do użycia w czasie wojny i pozostawał wówczas w ewidencji Powiatowej Komendy Uzupełnień Warszawa Miasto III.
Już jako cywil Franciszek Szafran służył w administracji odradzającego się państwa polskiego. Pracował m.in. Tymczasowym Wydziale Samorządowym, który powstał w miejsce zniesionego Wydziału Krajowego, a potem od 1923 r. jako radca w Śląskim Urzędzie Wojewódzkim w Katowicach. W 1925 r. został prezesem Okręgowego Urzędu Ziemskiego w Katowicach, następnie wiceprezesem Głównej Komisji Ziemskiej przy Głównym Urzędzie Ziemskim. Na tym stanowisku, za namową Witolda Staniewicza, ministra reform rolnych, przygotowuje i publikuje w 1930 r. pracę: Działalność władz ziemskich a hipoteka i kataster, gdzie zabiera głos w dyskusji nad koniecznością ujednolicenia i uregulowania stosunków prawno-własnościowych gruntów. Opowiadał się m.in. za zaprowadzeniem jednolitego dla całego państwa katastru i systemu hipotecznego. Reformę rolną wiązał z jednoczesną regulacją prawną, gdzie stosunek osoby właściciela do gruntu nie budziłby żadnych wątpliwości. Postulował reformę przepisów dotyczących postępowania przed władzami ziemskimi w sporach o własność - zwłaszcza w środkach dowodowych. Co istotne zalecał także przekształcenie komisji ziemskich w sądy administracyjne z przewagą czynnika sędziowskiego. Przywołana praca wkrótce po opublikowaniu staje się pozycją obowiązkową w bibliotece każdego ze starostw.
W 1933 r. pojawia się na listach gremium sędziowskiego Najwyższego Trybunału Administracyjnego. Od 1935 r. zasiadał w Kolegium Administracyjnym NTA. Będąc sędzią NTA nadal publikował, m.in. w 1937 r.: Przedsiębiorstwo handlu towarowego jako przedmiot podatku w formie świadectwa przemysłowego. Jako glosator orzeczeń NTA współpracował z redakcją „Orzecznictwa Sądów Polskich”. Zamieszkiwał w Warszawie przy ulicy Filtrowej 68.
Po wybuchu II wojny światowej w stopniu kapitana rezerwy uczestniczył w kampanii wrześniowej. Po agresji ZSRR na Polskę 17 września dostał się do niewoli radzieckiej i był przetrzymywany w obozie w Kozielsku. Na wiosnę został przetransportowany do Katynia i rozstrzelany przez funkcjonariuszy Obwodowego Zarządu NKWD w Smoleńsku oraz pracowników NKWD przybyłych z Moskwy na mocy decyzji Biura Politycznego KC WKP(b) z 5 marca 1940. W 1943 r. jego ciało zostało zidentyfikowane pod numerem 770 w toku ekshumacji prowadzonych przez Niemców (dosłownie określony jako Franciszek Szafran; przy zwłokach zostały odnalezione legitymacja, karta na broń, wizytówki, książeczka oficerska, dzienniczek), gdzie został pochowany na terenie obecnego Polskiego Cmentarza Wojennego w Katyniu.

## Ordery i odznaczenia
- Krzyż Walecznych
- Srebrny Medal Waleczności I klasy (Austro-Węgry)

## Upamiętnienie
Podczas „Jubileuszowego Zjazdu Koleżeńskiego b. Wychowanków Gimnazjum Męskiego w Sanoku w 70-lecie pierwszej Matury” 21 czerwca 1958 jego nazwisko zostało wymienione w apelu poległych w obronie Ojczyzny w latach 1939-1945 oraz na ustanowionej w budynku gimnazjum tablicy pamiątkowej poświęconej poległym i pomordowanym absolwentom gimnazjum.
W 1962 Franciszek Szafran został upamiętniony wśród innych osób wymienionych na jednej z tablic Mauzoleum Ofiar II Wojny Światowej na obecnym Cmentarzu Centralnym w Sanoku.
5 października 2007 roku Minister Obrony Narodowej Aleksander Szczygło awansował go pośmiertnie do stopnia majora. Awans został ogłoszony 9 listopada 2007 roku w Warszawie, w trakcie uroczystości „Katyń Pamiętamy – Uczcijmy Pamięć Bohaterów”.
18 kwietnia 2009, w ramach akcji „Katyń... pamiętamy” / „Katyń... Ocalić od zapomnienia”, w tzw. Alei Katyńskiej na Cmentarzu Centralnym w Sanoku zostało zasadzonych 21 Dębów Pamięci, w tym upamiętniający Franciszka Szafrana (zasadzenia dokonał Andrzej Brygidyn, autor publikacji pt. „Sanocka Lista Katyńska").
13 kwietnia 2011 w ramach akcji „Katyń... pamiętamy” / „Katyń... Ocalić od zapomnienia” w szkole podstawowej w Bratkówce odsłonięto tablicę pamiątkową i nieopodal posadzono Dąb Pamięci honorujący Franciszka Szafrana (w uroczystości uczestniczyli m.in. jego bratanica Helena Nawrocka i bratanek Franciszek Szafran).